# Aeropuerto Nacional Anaco
El Aeropuerto Nacional Anaco (IATA: AAO, OACI: SVAN), está ubicado en la ciudad de Anaco, en la región central del estado Estado Anzoátegui. Actualmente existe un proyecto para construir un nuevo aeropuerto en las afueras de la ciudad de Anaco cerrando así el actual aeropuerto, ello se debe a que por estar ubicado en el centro de la ciudad impide la construcción de edificaciones altas, dificultando además el aterrizaje de las aeronaves y poniendo en peligro a los habitantes del sector. Otro factor es que su pista es de solo 1260 m y eso impide la llegada de aviones de gran tamaño. Actualmente ninguna línea aérea comercial vuela a este destino.
Posee una pista de 1.200 m a una elevación de 220 m s. n. m.